# Garancières-en-Drouais

Garancières-en-Drouais este o comună în departamentul Eure-et-Loir, Franța. În 1 ianuarie 2022 avea o populație de 283 de locuitori.